# فريدي أوفرستيجن
فريدي أوفرستيجن (ولدت في 6 سبتمبر 1925 -توفيت في 5 سبتمبر 2018) هي كانت واحدة ضمن المقاومة الهولندية أثناء احتلال هولندا في الحرب العالمية الثانية.